# Вебстер (Нью-Гемпшир)
Вебстер (англ. Webster) — місто (англ. town) в США, в окрузі Меррімак штату Нью-Гемпшир. Населення — 1913 особи (2020).

## Демографія
Згідно з переписом 2010 року, у місті мешкали 1872 особи в 734 домогосподарствах у складі 539 родин. Було 849 помешкань
Расовий склад населення:
| - 98,0 % — білих - 0,6 % — азіатів - 0,2 % — чорних або афроамериканців |

До двох чи більше рас належало 1,2 %. Частка іспаномовних становила 0,6 % від усіх жителів.
За віковим діапазоном населення розподілялося таким чином: 21,0 % — особи молодші 18 років, 66,8 % — особи у віці 18—64 років, 12,2 % — особи у віці 65 років та старші. Медіана віку мешканця становила 43,7 року. На 100 осіб жіночої статі у місті припадало 105,3 чоловіків;  на 100 жінок у віці від 18 років та старших — 98,3 чоловіків також старших 18 років.
Середній дохід на одне домашнє господарство  становив 88 963 долари США (медіана — 74 750), а середній дохід на одну сім'ю — 105 746 доларів (медіана — 85 536). Медіана доходів становила 47 432 долари для чоловіків та 42 174 долари для жінок. За межею бідності перебувало 5,3 % осіб, у тому числі 6,5 % дітей у віці до 18 років та 9,1 % осіб у віці 65 років та старших.
Цивільне працевлаштоване населення становило 1076 осіб. Основні галузі зайнятості: освіта, охорона здоров'я та соціальна допомога — 20,4 %, роздрібна торгівля — 11,3 %, публічна адміністрація — 10,9 %, науковці, спеціалісти, менеджери — 10,9 %.